# Antonio Domenicali
Antonio „Tonino“ Domenicali (* 17. Februar 1936 in Serravalle; † 4. Juli 2002 in Segrate) war ein italienischer Radrennfahrer und Olympiasieger.

## Leben
Bei den Olympischen Spielen 1956 in Melbourne errang Antonio Domenicali die Goldmedaille in der Mannschaftsverfolgung, gemeinsam mit Leandro Faggin, Valentino Gasparella und Franco Gandini, im Finale mit neuem Welt- und olympischem Rekord (4:37,4 min). Im Jahr darauf wurde er Profi und fuhr fortan hauptsächlich Straßenrennen, jedoch ohne größere Erfolge. 1963 wurde er italienischer Meister im Steherrennen.